# Лаго, Скотти
Скотти Лаго (англ. Scotty Lago; 12 ноября 1987, Сибрук, Нью-Гэмпшир, США) — американский сноубордист, бронзовый призёр Олимпийских игр 2010 года в Ванкувере в хафпайпе. Многократный призёр Всемирных экстремальных игр.

## Биография
Родился 12 ноября 1987 года в Сибруке, Нью-Гэмпшир. У него есть младший брат Уильям и старший брат Джейсон. 
Начал кататься на сноуборде в 1996 года в местном клубе Амесбари, Массачусетс.
Участвует в работе благотворительных организаций. Член клуба, в который входят известные сноубордисты Масон Агуре, Кевин Пирс, Дэнни Дэвис, Кейр Диллон, Джек Митртрани, Миккель Банг и Люк Миртрани. Одним из спонсоров Лаго выступает фирма Neff.